# Ehretia wallichiana
Ehretia wallichiana är en strävbladig växtart som beskrevs av Joseph Dalton Hooker, Amp; Thoms. och James Sykes Gamble. Ehretia wallichiana ingår i släktet Ehretia och familjen strävbladiga växter. Inga underarter finns listade i Catalogue of Life.